# هيو شيلدز
هيو شيلدز (بالإنجليزية: Hugh Shields) هو عالم موسيقى ومحاضر أيرلندي، ولد في 8 سبتمبر 1929 في بلفاست في المملكة المتحدة، وتوفي في 16 يوليو 2008 في دبلن في جمهورية أيرلندا.